# Worms: Open Warfare
Worms: Open Warfare est un jeu vidéo d'artillerie développé par Team17. Il est sorti en 2006 sur les consoles portables Nintendo DS et PlayStation Portable. Une suite, nommée Worms: Open Warfare 2, est sortie un an plus tard sur les deux consoles.